# 12557 Каракол
12557 Каракол (12557 Caracol) — астероїд головного поясу, відкритий 27 серпня 1998 року.
Тіссеранів параметр щодо Юпітера — 3,201.